# Forn d'oli de ginebre de Mataret
El Forn d'oli de ginebre de Mataret és una obra de Navès (Solsonès) inclosa a l'Inventari del Patrimoni Arquitectònic de Catalunya.

## Descripció
Forn de pega d'oli de ginebre situat entre dos camins en un paratge boscós anomenat Mataret a prop del nucli de Pià al municipi de Navès. És de planta circular i està excavat sota el nivell del terreny. La part interior voltada està revestida i té una fondària de pou d'uns 3 m i un diàmetre superior a 1,7 m. A la part inferior del pou es troba el dipòsit de recollida de la pega, també excavat i d'estructura circular, el qual té una fondària d'1,5 m i un diàmetre aproximat d'1 m. El conjunt i el seu interior es troben parcialment envaïts per la vegetació circumdant. Al costat del forn s'observa una construcció de la qual només es conserven restes d'una paret de pedra i algunes teules al terra que podria correspondre a un antic refugi o barraca dels treballadors.